# ميلوراد كريفوكابيتش (كرة يد)
ميلوراد كريفوكابيتش (بالمجرية: Krivokapić Milorad)‏ مواليد 30 يوليو 1980 في جمهورية يوغوسلافيا الاشتراكية الاتحادية، هو لاعب كرة يد مجري يلعب كظهير أيمن. مثل كل من منتخب صربيا لكرة اليد ومنتخب المجر لكرة اليد.

## سجل المنافسة
شارك في البطولات التالية:
- بطولة العالم لكرة اليد للرجال 2013
- بطولة أوروبا لكرة اليد للرجال 2010
- بطولة أوروبا لكرة اليد للرجال 2012

## الإنجازات
- الدوري المجري لكرة اليد:
  - الفوز: 2007
  - الوصافة: 2006، 2008، 2009، 2010
- كأس أوروبا لكرة اليد:
  - نصف النهائي: 2003

## روابط خارجية
- ميلوراد كريفوكابيتش على موقع الاتحاد الأوروبي لكرة اليد (الإنجليزية)